# アップセルテクノロジィーズ
アップセルテクノロジィーズ株式会社(英: Upsell-Technologies Inc.)は、東京都豊島区に本社を置く日本の企業。

## 概要
テレマーケティングを行っている。

## 沿革
- 2003年10月、当時22歳の大学4年生であった高橋良太(現代表)が創業、2004年1月28日設立。オペレーターを自社雇用、自社教育して行うテレマーケティングを主軸とするグローバルインサイドセールス企業。メディア事業(インターネット、リスティング広告等)、SP事業(新規顧客開拓支援)、アライアンス事業（0円CRM、DBアライアンス）、海外事業（多言語コールセンター、オンライン英会話等）を展開。

- 2012年にはベトナムホーチミンにデータエントリーセンターを開設[3]、2014年3月にはフィリピンのセブ島に多言語コールセンターを開設した[4]。

- 2014年4月1日付でラズル株式会社と経営統合したことを発表した[5]。同年8月にはSMBCベンチャーキャピタル株式会社、株式会社りそなキャピタルを引受先とする第三者割当増資を行い資本金を229,882,500円（資本準備金含む）とする[6]。

- 2015年10月にコールセンター開設に伴う立地協定調印式を行い[7]、2016年4月に熊本支店を開設。

- 2016年8月、株式会社デルタを引受先とする第三者割当増資を行い、資本金3億3,113万6,000円（資本準備金含む）とする[8]。

- 2017年9月、株式会社エアトリを引受先とする第三者割当増資を実施[9][10]。

- 同年11月に米国ロサンゼルスに現地法人設立。12月に東証１部上場企業であり国内最大級の総合PR会社、株式会社ベクトルを引受先とする第三者割当増資を実施[11]。

- 2018年10月、アップセルテクノロジィーズ株式会社に社名変更。

- 2018年12月、アップセルに特化したコールセンターサービス「RYO-CALL」などのサービスCMとして北村一輝を起用したWEBCMを発表[12]。

- 2019年9月に米国シリコンバレーに本社を置くペガサス・テック・ベンチャーズ及び既存株主である株式会社エアトリを引受先とする総額6億円の第三者割当増資を実施。資本金545,568,000円（払込資本1,060,286,250円） とする[13][10]。

- 2020年7月、株式会社エアトリから旅行事業におけるオペレーション業務を事業譲受し、旅行BPO業務を開始[14]。

- 同年10月、小売企業のDX支援、EC事業を手掛ける株式会社イングリウッドと業務提携[15]。

- 2021年7月、コールセンターのDX化を支援する「コールセンターのDX」の提供開始[16]。

- 同年8月、会議などの議事録をAIが自動で行う文字起こしサービス「VOITRA」の提供開始。

- 同年9月、総合人材サービスを手掛ける東証マザーズ上場企業CRGホールディングス株式会社と資本業務提携。払込総資本1,436,886,250円とする[17]。

## 関連会社
- Thousand Crane Philippines Inc.
- TCA Tech Inc.

## 受賞・選出歴
- SUPER CEOマガジン[18]
- 人財力ウーマン「ベストウーマン賞」制度にて受賞[19]
- 人財力100「定期昇給制度」にて受賞[20]
- こんなオフィスではたらきたい100[21]
- ベストベンチャー100[4]